# 1923

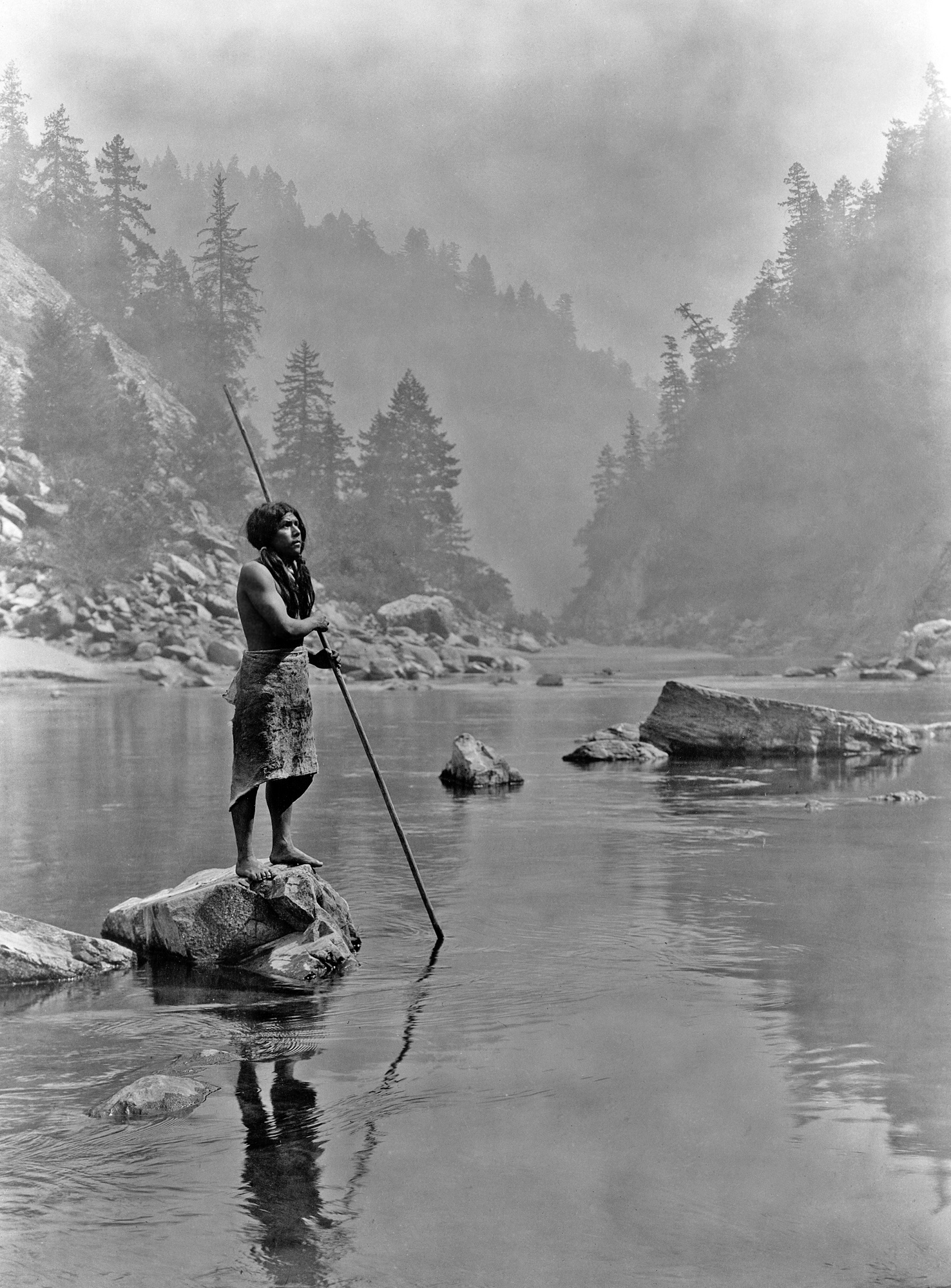
Hupaman met speer, gefotografeerd door Edward Curtis in 1923

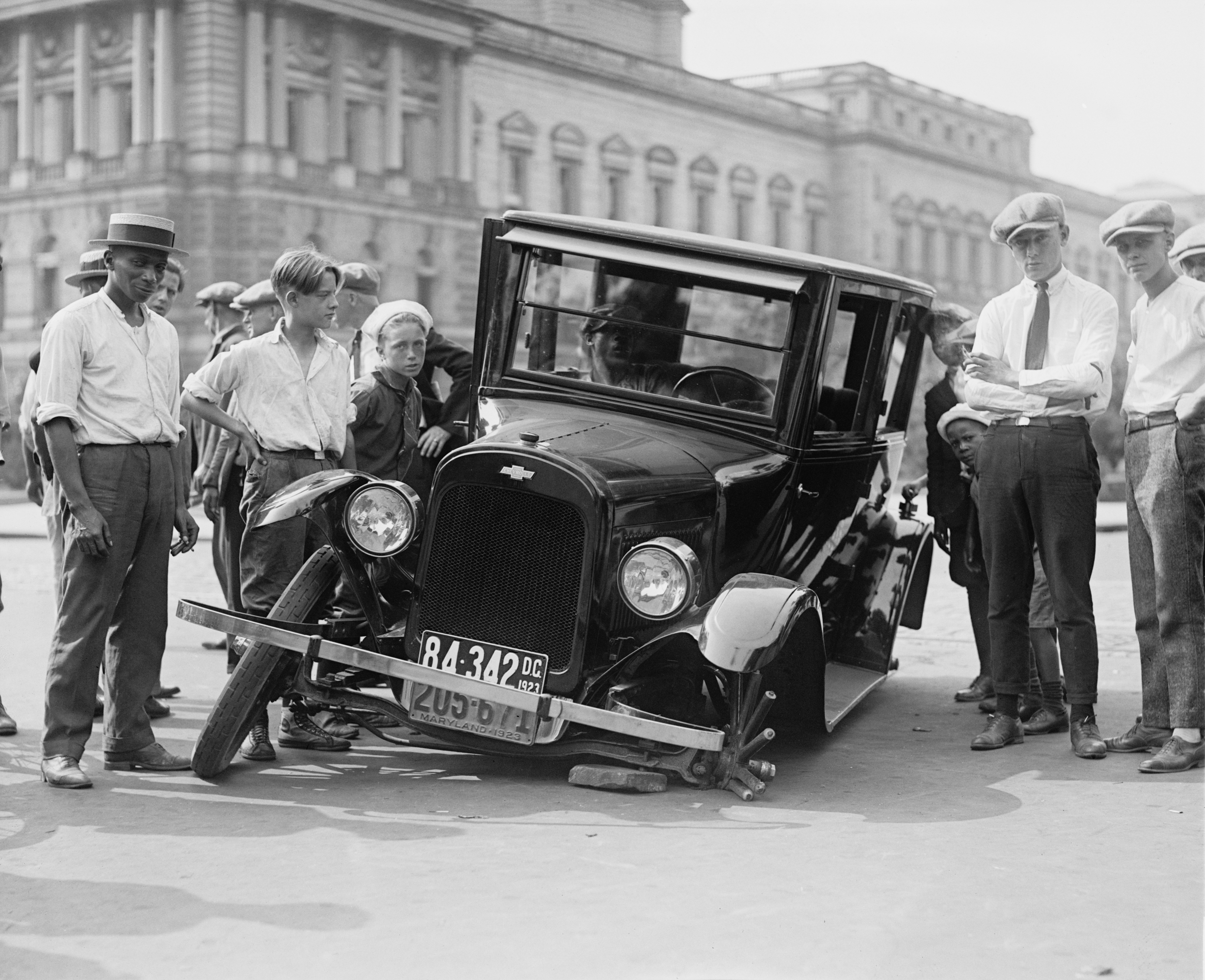
Kapotte Chevrolet 490 in 1923

Het jaar 1923 is een jaartal volgens de christelijke jaartelling.

## Gebeurtenissen
januari
- 1 - De oudste voetbalclub van Nederland, HFC, speelt een nieuwjaarswedstrijd tegen een elftal van oud-internationals. Deze wedstrijd wordt sindsdien jaarlijks gehouden.
- 9 - Eerste proefvlucht van de autogiro, gebouwd door de Spanjaard Juan de la Cierva y Codorníu.
- 10 - Start van de Nederlandse Dada-tournee van Theo van Doesburg, Nelly van Moorsel, Vilmos Huszár en Kurt Schwitters bij de Haagsche Kunstkring in Den Haag.
- 10 - De laatste Amerikaanse troepen verlaten Duitsland.
- 22 - Oprichting in Utrecht van het Verbond van Actualisten, de eerste fascistische partij in Nederland.
- 11 tot en met 16 - België en Frankrijk gaan over tot de bezetting van het Ruhrgebied.
- 30 - Ondertekening in het Zwitserse Lausanne van het verdrag om tot een bevolkingsuitwisseling tussen Turkije en Griekenland te komen.

februari
- 16 - Howard Carter opent het graf van farao Toetanchamon, dat gevuld blijkt met schatten.

maart
- 1 - Inwerkingtreding van het verdrag inzake de bevolkingsuitwisseling tussen Turkije en Griekenland: zo'n 550.000 mensen worden hierna gedwongen verhuisd.
- In Nederland verschijnt het eerste nummer van Opwaartsche Wegen, een literair tijdschrift op protestant-christelijke grondslag.
- maart - De BBC zendt een SOS-bericht uit over een vermist zesjarig jongetje. Dankzij de oproep wordt het kind gevonden en de noodoproepen worden, ook in andere landen, een vaste taak van de jonge omroep.

april
- 6 - Zes weken na de opening van de tombe van Toetanchamon  sterft de financier van de uitgravingen: Lord Carnarvon. Veel Egyptenaren, maar ook westerlingen, schrijven dit toe aan de Vloek van de farao.
- 13 - Kurt Schwitters houdt in de bovenzaal van Hotel Phoenix te Drachten de laatste DaDa-bijeenkomst ter wereld.
- 15 - Een jaar na de ontdekking ervan komt insuline beschikbaar voor diabetici.
- 15 – Lee De Forest demonstreert het fonofilm-geluidsfilm-systeem bij de Rivoli Theater in New York, bestaand uit een reeks korte musicals, waarin een groep acteurs uit de vaudeville te zien zijn.

mei
- 15 - In Amsterdam wordt de vereniging De Hollandsche Molen opgericht om

de grootschalige sloop van wind- en watermolens te stoppen.
- 23 - Met een vrachtvlucht tussen Brussel en het Britse Lympne komt de Belgische luchtvaartmaatschappij SABENA van de grond.
- 26 en 27 - De eerste 24 uur van Le Mans vindt plaats.

juni
- 9 - In Bulgarije pleegt het leger met steun van de VMRO een staatsgreep: de Boerenregering van Stamboeliski wordt afgezet.
- 14 - Laatstgenoemde wordt door hen vermoord.

juli
- 1 - Het tuindersdorp Loosduinen wordt bij de gemeente Den Haag gevoegd.
- 2 - Door de inwerkingtreding van de nieuwe Jachtwet wordt het jachtrecht losgekoppeld van grondbezit. Daarmee verdwijnen in Nederland de laatste heerlijke rechten, namelijk het jacht- en visrecht.
- 5 - Oprichting van de Vlaamse Club voor Kunsten, Wetenschappen en Letteren te Brussel.
- 13 - In de heuvels boven Los Angeles worden de vijftien meter hoge letters 'Hollywoodland' geplaatst. Deze reclame-uiting van een projectontwikkelaar groeit uit tot een symbool voor de glamourstad Hollywood.
- 21 - De Nederlandsche Seintoestellen Fabriek verzorgt de eerste reguliere Hilversumse radio-uitzending, gepresenteerd door Willem Vogt
- 23 - In Nederland wordt een dienstweigeringswet afgekondigd, waarna dienstplichtigen ook een vervangende dienst mogen verrichten.
- 24 - Het Verdrag van Lausanne wordt gesloten: Turkije krijgt Smyrna (İzmir), Adrianopel (Edirne) en enkele eilanden in de Egeïsche Zee van Griekenland, en alle geallieerde bezetting van Turks gebied wordt beëindigd.
- 27 - Het Belgisch Parlement neemt de wet-Nolf aan, waardoor de Gentse Universiteit tweetalig wordt gemaakt.
- 31 - In het station van Kreiensen nabij Northeim in Duitsland vindt een ernstig spoorwegongeval plaats, waarbij 47 of 48 mensen om het leven komen.

augustus
- 3 - Calvin Coolidge wordt beëdigd als 30e president van de Verenigde Staten na de plotselinge dood van president Warren G. Harding.
- 11 - De Nederlandse minister van Financiën Dirk Jan de Geer treedt af omdat hij de Vlootwet niet voor zijn rekening wil nemen.
- 13 - Het Drentse dorp Dwingeloo wordt getroffen door een grote brand: de 15e-eeuwse Sint-Nicolaaskerk (deels), de synagoge, een herberg, een smederij en negen woningen gaan in vlammen op.
- 13 - Gustav Stresemann wordt rijkskanselier van Duitsland.
- 14 - Als onderdeel van de Vrede van Lausanne wordt de situatie van de Dardanellen geregeld: ze komen geheel onder Turks bestuur, maar worden wel gedemilitariseerd. Doorvaart is vrij voor oorlogsschepen van alle landen in vredestijd of als Turkije in een oorlog neutraal is. Dit is het eerste multilaterale verdrag waaraan de Sovjet-Unie deelneemt.
- 18 - Met de landing van een Curtiss-H16 watervliegtuig begint op Aruba het tijdperk van de luchtvaart.

september
- 1 - Tokio wordt getroffen door een zeer zware aardbeving met een kracht van 8,2 op de schaal van Richter. Er vallen meer dan 140.000 doden.
- 1 - Opening van het eerste academische jaar van de Katholieke Universiteit Nijmegen, die op 17 oktober officieel wordt gesticht. De eerste rector-magnificus is de priester-linguist Jos. Schrijnen. Tachtig studenten van goed katholieke achtergrond hebben zich aangemeld.
- 9 - De Turkse leiders Moestapha Kemal Pasha en Ismet Pasha richten de Volksdivisie op, die het land tientallen jaren zal besturen.
- 13 - In Spanje pleegt commandant Miguel Primo de Rivera samen met enkele medeofficieren een succesvolle coup.
- 14 - De algemene vergadering van de Nederlandsche Heidemaatschappij gaat akkoord met het voorstel tot overname van de Oranjebond van Orde.
- 22 - Een communistische revolutie in Bulgarije mislukt volledig, en leidt tot sterke anticommunistische repressie door de regering.
- september - De Beierse regering geeft de macht in handen van een driemanschap onder leiding van oud-premier Gustav von Kahr.

oktober
- 1 - In Nederlands-Indië wordt het weekblad De Zweep opgevolgd door d'Oriënt.
- 6 - Turkse troepen bezetten Constantinopel.
- 15 - Opening van de tentoonstelling Les Architectes du Groupe "de Styl" van onder anderen Theo van Doesburg en Cor van Eesteren in Parijs.
- 16 - Oprichting van de Vughtse Mixed Hockey & Cricket Club MOP.
- 21 - Een voor deze datum geplande communistische revolutie in Duitsland wordt uiteindelijk afgeblazen, mede omdat de sociaaldemocraten en de niet-communistische arbeiders weigeren zich erbij aan te sluiten.
- 23 - Bij Van Heek & Co. breekt een staking uit tegen de loonvoorstellen van de directie: tien procent langere werkdagen of tien procent lager loon.
- 29 - Stichting van de republiek Turkije. De hoofdstad van het land wordt verplaatst van Istanboel naar Ankara.
- oktober - Trotski’s Linkse Oppositie in de Sovjet-Unie komt met de zogenaamde Verklaring van 46, onder meer tegen de toenemende macht van Stalin als Secretaris-Generaal.

november
- 1 - In Antwerpen wordt het Bosuilstadion geopend met een galawedstrijd tussen België en Engeland.
- 8 - De Bierkellerputsch, een mislukte greep naar de macht in Beieren door de nationaalsocialistische NSDAP onder leiding van Adolf Hitler.
- 11 - Adolf Hitler wordt opgepakt voor zijn leidende rol in de Bierkellerputsch drie dagen eerder.
- 15 - De Duitse minister van Financiën Rudolf Hilferding koppelt de door hyperinflatie waardeloos geworden rijksmark aan de US-dollar: 1 dollar heeft de waarde van 4,2 miljoen rijksmark. Daarvoor komt de rentenmark in de plaats. Hierna keert de rust (voorlopig) terug.
- 20 - De Amerikaan Garrett Morgan krijgt patent op een verkeerslicht met drie standen: groen, oranje en rood.

december
- 7 - Begin van de De la Huertaopstand in Mexico.
- 18 - De Marokkaanse stad Tanger krijgt een internationale en neutrale status.

zonder datum
- Carl Jung verklaart zijn theorieën over extraverten en introverten, en breidt later zijn werk uit tot het bestuderen van de invloed van de cultuur op het individu.
- Sara Josephine Baker gaat na een periode van pionieren in de volksgezondheid met pensioen. Ze blijft nog wel publiceren en andere taken vervullen
- De Bund für Menschenrecht, een organisatie voor homoseksuelen, wordt opgericht

## Video's
- Documentaire (zonder geluid) over de Ronde van Vlaanderen in 1923. Duur: 1:43 minuten.
- Bioscoopjournaal uit 1923. Fragment van de "Betooging der Modernen" vanaf het IJsclubterrein in Amsterdam. De door de SDAP en NVV georganiseerde grootscheepse demonstratie richtte zich tegen loonsverlaging, tegen de Vlootwet en was voor het behoud van de 48-urige werkweek.
- Bioscoopjournaal uit 1923. Woonwagenkamp.
- Bioscoopjournaal uit 1923. Zesduizend jonge postduiven worden losgelaten aan de kade in Ouderkerk aan de Amstel.
- Bioscoopjournaal uit 1923. Wielerwedstrijden in het Vondelpark. Beeldverslag van een internationale wielerwedstrijd over 100 km aldaar. Doel was met de opbrengst het noodlijdende en verwaarloosde park op te knappen. Door het gebrek aan publiek in verband met de regen werd dit niet goed verwezenlijkt.
- Bioscoopjournaal uit 1923. Filmverslag van de voetbalwedstrijd tussen Nederland en België in het Nederlandsch Sportpark te Amsterdam. Uitslag: 1-1.
- Bioscoopjournaal uit 1923. De trekkracht van een Fordtractor wordt gedemonstreerd, met onder andere diverse malen reclame voor Texaco.
- Bioscoopjournaal uit 1923. Aankomst van de deelnemers aan de 'HAV-wandeltocht Brussel-Den Haag' in Den Haag.
- Bioscoopjournaal uit 1923. Diverse stoomlocomotieven.
- Bioscoopjournaal uit 1923. Verslag van twee wedstrijden tussen RCH (Racing Club Heemstede) en HBS. Eerst de veteranen van beide clubs. Uitslag: 1-0. Daarna de bekerwedstrijd. Uitslag: 1-1. Er heerst een carnavaleske sfeer op en rond het veld.
- Polygoonjournaal uit 1923. "Tentoonstelling Auto's - Rijwielen - Motorrijwielen" in de RAI.
- Bioscoopjournaal uit juni 1923. Verkiezing in het Rembrandttheater.
- Bioscoopjournaal uit juni 1923. Jaarvergadering Vereniging "Nederland in den Vreemde" door het bestuur opgeluisterd met een uitstapje naar vliegterrein Schiphol. Bij het uitstapje hoorde o.a. een rondleiding door KLM-directeur Plesman en een filmvertoning in een vliegtuigloods.

## Muziek
- De Finse componist Jean Sibelius componeert zijn Symfonie nr. 6, opus 104
- James P. Johnson veroorzaakt met het lied "The Charleston" uit de musical "Running wild" een dansrage.
- 6 januari: eerste uitvoering van de vijfde symfonie van de Zweedse componist Kurt Atterberg
- 29 april: eerste uitvoering van Symfonie nr. 1 van de Noorse componist Johan Halvorsen
- 2 juni: eerste uitvoering van Padmâvatî van Albert Roussel
- 5 september: eerste uitvoering van To the name above every name van Arnold Bax
- 19 september: eerste uitvoering van A song before sunrise van de Britse componist Frederick Delius
- 20 september: eerste uitvoering van Kong Lear-ouverture van Oscar Morcman (Bergen, Noorwegen)
- 20 oktober: eerste uitvoering van diens Dansrapsodie nr. 2

### Prijzen
- De Ierse schrijver William Butler Yeats ontvangt de Nobelprijs voor Literatuur
- Louis Couperus ontvangt de Tollensprijs

### Publicaties in de Nederlandse taal
- Oostwaarts van Louis Couperus
- De gezegenden van Aart van der Leeuw
- Kees de jongen van Theo Thijssen
- Kruimeltje van Chris van Abkoude

## Beeldende kunst

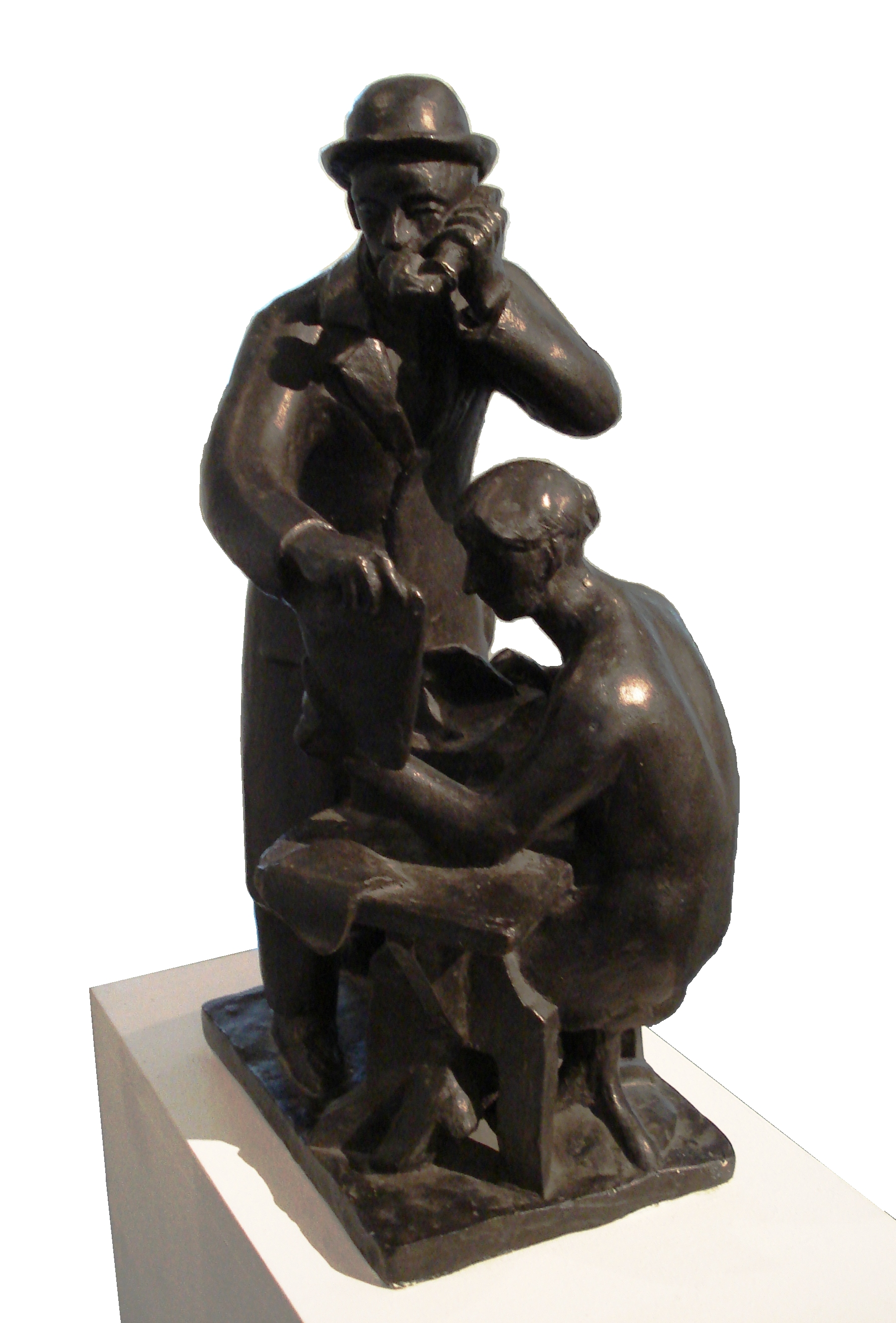
Handel (1923) Otto Gutfreund
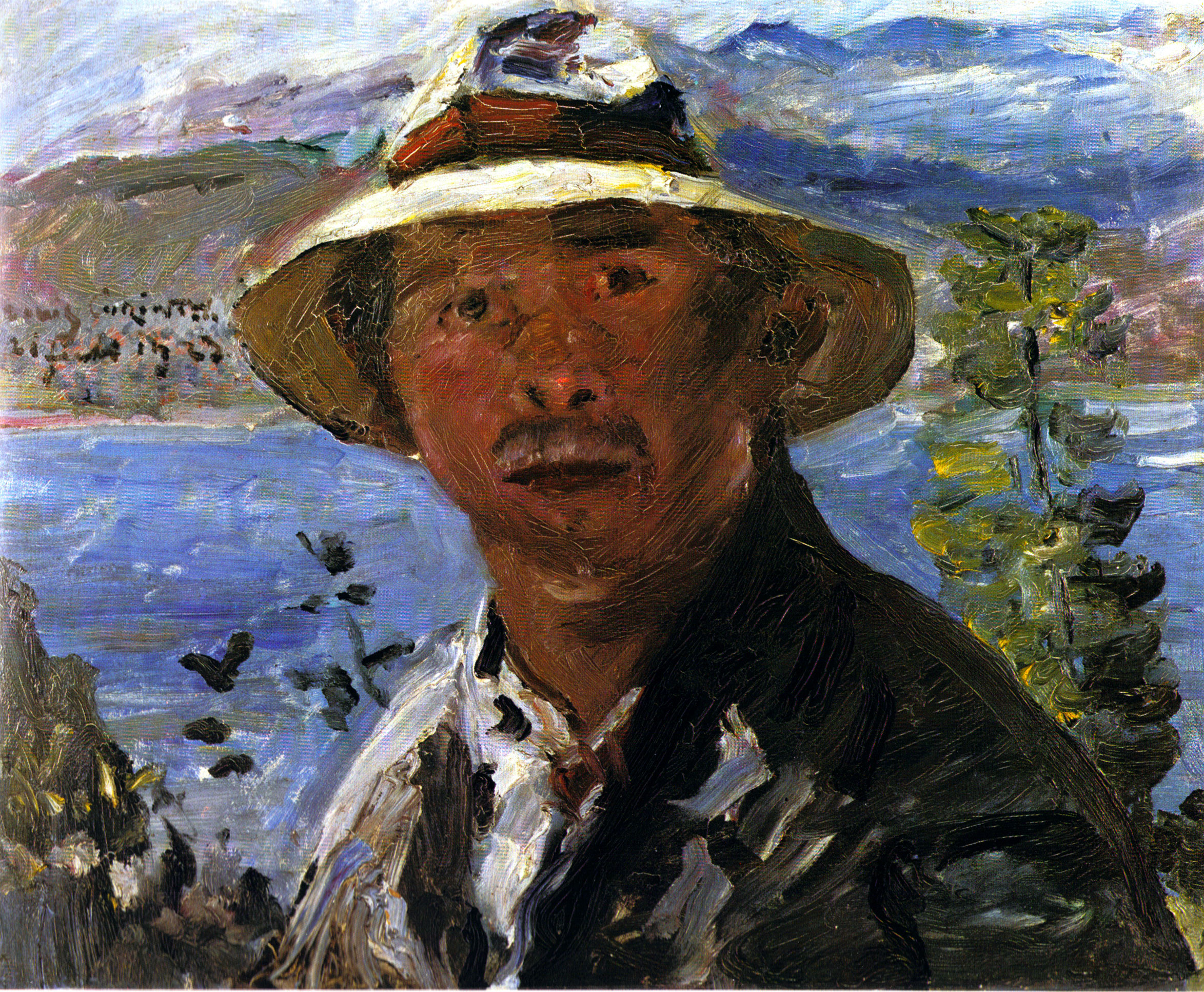
Zelfportret (1923) Lovis Corinth Kunstmuseum Bern

## Bouwkunst

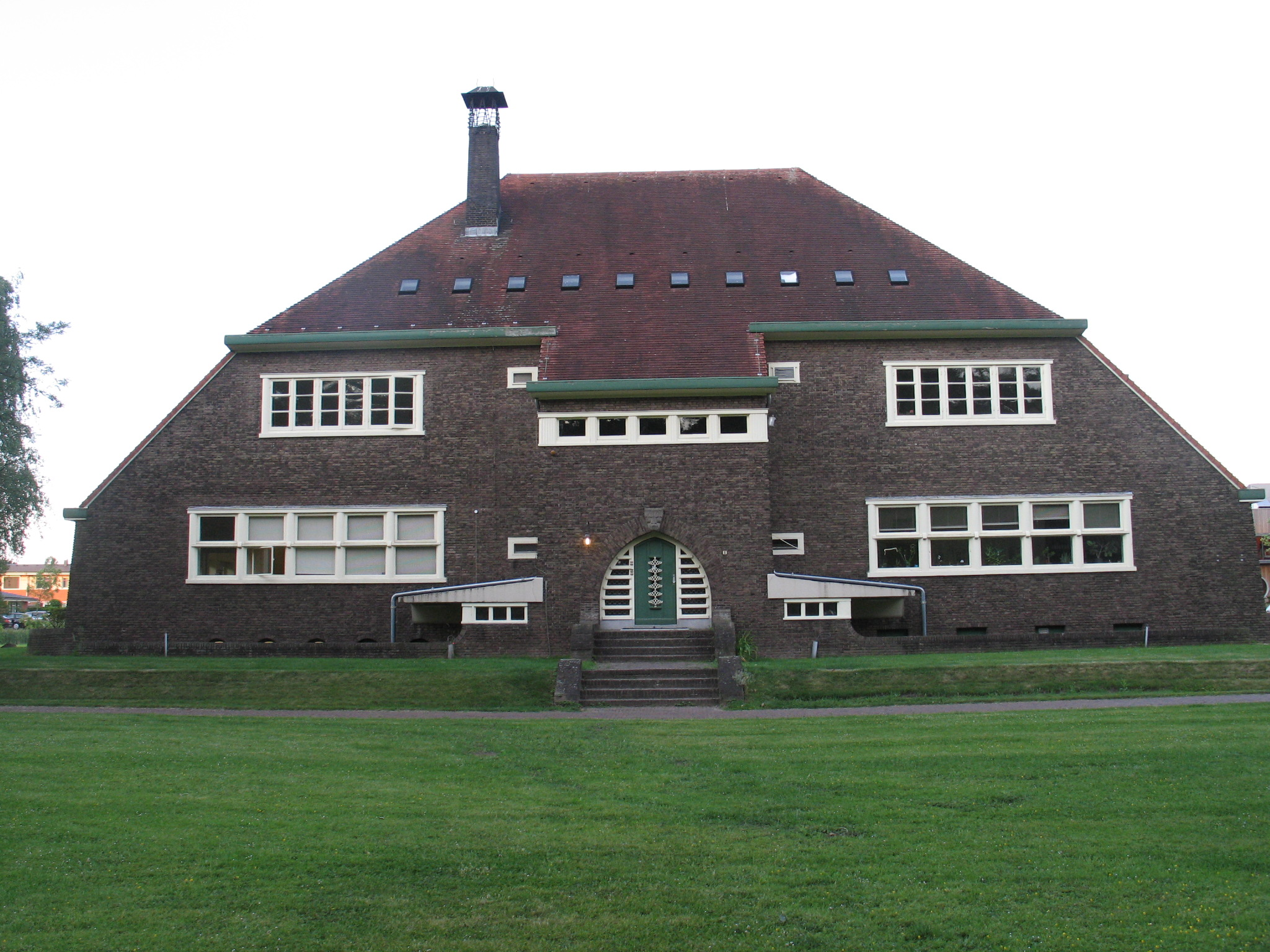
Laboratorium voor Tuinbouwplantenteelt, Wageningen (1923) Cornelis Blaauw

## Geboren

### januari
- 1 - Valentina Cortese, Italiaans actrice (overleden 2019)
- 1 - Shoshana Damari, Israëlisch zangeres en actrice (overleden 2006)
- 1 - Milt Jackson, Amerikaans jazzmuzikant (overleden 1999)
- 1 - Ousmane Sembène, Senegalees auteur en filmmaker (overleden 2007)
- 2 - Maria Meersman, Belgisch bestuurster (overleden 2002)
- 4 - Ricardo Puno sr., Filipijns jurist en politicus (overleden 2018)
- 5 - Norberto Méndez, Argentijns voetballer (overleden 1998)
- 6 - Vladimir Kazantsev, Sovjet-Russisch atleet (overleden 2007)
- 6 - Liane Saalborn, Nederlands actrice (overleden 1989)
- 6 - Jacobo Timerman, Argentijns journalist, publicist, uitgever en mensenrechtenactivist (overleden 1999)
- 8 - Bryce DeWitt, Amerikaans theoretisch natuurkundige (overleden 2004)
- 8 - Ivo Michiels, Vlaams schrijver (overleden 2012)
- 8 - Kurt Salterberg, Duits militair (overleden 2023)
- 12 - Holden Roberto, Angolees vrijheidsstrijder en rebel (overleden 2007)
- 13 - Wim Slijkhuis, Nederlands atleet (overleden 2003)
- 14 - Ellen van der Ploeg, Nederlands slachtoffer en getuige van en activiste over Japanse dwangprostitutie tijdens de Tweede Wereldoorlog (overleden 2013)
- 15 - Lee Teng-hui, Taiwanees president (overleden 2020)
- 16 - Wim Aantjes, Nederlands politicus (overleden 2015)
- 18 - Gerrit Voorting, Nederlands wielrenner (overleden 2015)
- 19 - Jean Stapleton, Amerikaans actrice (overleden 2013)
- 19 - Markus Wolf, Oost-Duits spion (overleden 2006)
- 20 - Nora Brockstedt, Noors zangeres (overleden 2015)
- 21 - Alberto de Mendoza, Argentijns acteur (overleden 2011)
- 22 - Diana Dill, Amerikaans actrice (overleden 2015)
- 23 - Horace Ashenfelter, Amerikaans atleet (overleden 2018)
- 24 - Simeon ten Holt, Nederlands componist (overleden 2012)
- 25 - Arvid Carlsson, Zweeds wetenschapper en Nobelprijswinnaar (overleden 2018)
- 25 - Dirk Schouten, Nederlands econoom (overleden 2018)
- 27 - IJsbrand Hendrik de Zeeuw, Nederlands politicus en burgemeester (overleden 1975)
- 29 - Alie Stijl, Nederlands zwemster (overleden 1999)
- 31 - Norman Mailer, Amerikaans schrijver en journalist (overleden 2007)

### februari
- 5 - Hilaire De fauw, Belgisch politicus (overleden 1992)
- 5 - Lucas van der Land, Nederlands politicoloog (overleden 1984)
- 7 - Willem Augustin, Nederlands schaatser (overleden 2004)
- 7 - Arie Elpert, Nederlands crimineel en pooier (overleden 1995)
- 9 - Brendan Behan, Iers dichter en (toneel)schrijver (overleden 1964)
- 11 - Antony Flew, Engels filosoof (overleden 2010)
- 11 - Cécile Goor-Eyben, Belgisch politica (overleden 2024)
- 11 - Frederick Kroesen, Amerikaans generaal (overleden 2020)
- 12 - Nand Buyl, Vlaams acteur (overleden 2009)
- 12 - Franco Zeffirelli, Italiaans film- en theaterregisseur (overleden 2019)
- 13 - Chuck Yeager, Amerikaans gevechtspiloot en testvlieger (overleden 2020)
- 15 - Marcel Denis, Belgisch stripauteur (overleden 2002)
- 20 - Joop Geurts, Nederlands honkballer (overleden 2009)
- 21 - Béla Síki, Hongaars-Zwitsers pianist (overleden 2020)
- 22 - Norman Smith, Brits muziekproducer en zanger (overleden 2008)
- 23 - Wout Steenhuis, Nederlands multi-instrumentalist en zanger (overleden 1985)
- 28 - Charles Durning, Amerikaans acteur (overleden 2012)
- 28 - Audrey Williams, Amerikaans countryzangeres en muziekondernemer (overleden 1975)

### maart
- 2 - Riet Wieland Los, Nederlands actrice (overleden 1989)
- 3 - Nestor Hinderyckx, Belgisch atleet (overleden 2008)
- 3 - Doc Watson, Amerikaans gitarist en zanger (overleden 2012)
- 4 - Kurt Schubert, Oostenrijks hebraïcus en judaïst (overleden 2007)
- 8 - Juancho Evertsz, premier Nederlandse Antillen (overleden 2008)
- 9 - Walter Kohn, Amerikaans theoretisch natuurkundige en Nobelprijswinnaar (overleden 2016)
- 10 - Val Fitch, Amerikaans kernfysicus en Nobelprijswinnaar (overleden 2015)
- 10 - Hans Riegel, Duits-Oostenrijks ondernemer (overleden 2013)
- 11 - Agatha Barbara, Maltees politica (overleden 2002)
- 11 - Ad den Besten, Nederlands dichter, essayist en uitgever (overleden 2015)
- 12 - Hjalmar Andersen, Noors schaatser (overleden 2013)
- 12 - Walter Schirra, Amerikaans militair, ruimtevaarder en ondernemer (overleden 2007)
- 12 - Mae Young, Amerikaans worstelaarster (overleden 2014)
- 13 - Dimitrios Ioannidis, Grieks officier (junta) (overleden 2010)
- 14 - Diane Arbus, Amerikaans fotografe (overleden 1971)
- 19 - Oskar Fischer  Oost-Duits politicus (overleden 2020)
- 19 - Giuseppe Rotunno, Italiaans cameraman (overleden 2021)
- 21 - Jan Reehorst, Nederlands politicus en bestuurder (overleden 2024)
- 22 - Cor van Dis jr., Nederlands politicus (overleden 1994)
- 22 - Marcel Marceau, Frans mime-speler (overleden 2007)
- 24 - Brian Naylor, Brits autocoureur (overleden 1989)
- 24 - Wim van der Voort, Nederlands schaatser (overleden 2016)
- 25 - Wim van Est, Nederlands wielrenner (overleden 2003)
- 26 - Gert Bastian, Duits generaal en politicus (overleden 1992)
- 26 - Elizabeth Jane Howard, Brits schrijfster (overleden 2014)
- 27 - Ans Koning, Nederlands atlete (overleden 2006)
- 29 - Geoff Duke, Brits motor- en autocoureur (overleden 2015)
- 30 - Robert Everaert, Belgisch atleet (overleden 1951)
- 31 - Don Barksdale, Amerikaans basketballer (overleden 1993)
- 31 - Jacques Félix, Frans poppenspeler (overleden 2006)

### april
- 2 - Adãozinho, Braziliaans voetballer (overleden 1991)
- 3 - Edgar Elder, Amerikaans autocoureur (overleden 1995)
- 3 - Chuck Weyant, Amerikaans autocoureur (overleden 2017)
- 4 - Manon Alving, Nederlands actrice (overleden 2010)
- 4 - Guus Sundermeijer-Rincker, Nederlands kunstschilderes en textielkunstenares (overleden 2024)
- 5 - Frans Van den Eynde, Belgisch politicus (overleden 2021)
- 6 - Shoshana Netanyahu, Israëlisch advocate en rechter (overleden 2022)
- 8 - Ellis Brandon, Nederlands Engelandvaarder (overleden 2024)
- 13 - Jan van Genderen, Nederlands predikant en theoloog (overleden 2004)
- 15 - Ernesto Prinoth, Italiaans autocoureur (overleden 1981)
- 18 - Gershon Edelstein, Israëlisch rabbijn en spiritueel leider (overleden 2023)
- 20 - Sten Andersson, Zweeds sociaaldemocratisch politicus (overleden 2006)
- 20 - Oktaaf Meyntjens, Belgisch politicus (overleden 2010)
- 21 - Andrea Domburg, Nederlands actrice (overleden 1997)
- 21 - Halfdan Mahler, Deens directeur-generaal van de WHO (overleden 2016)
- 22 - Bettie Page, Amerikaans fotomodel (overleden 2008)
- 22 - Aaron Spelling, Amerikaans film- en televisieproducent en scriptschrijver (overleden 2006)
- 23 - Dolph Briscoe, Amerikaans politicus (overleden 2010)
- 25 - Anita Björk, Zweeds actrice (overleden 2012)
- 25 - Francis Graham-Smith, Brits astronoom (overleden 2025)
- 28 - Henk van der Pols, Nederlands politicus (overleden 2020)
- 30 - Al Lewis, Amerikaans acteur (overleden 2006)

### mei
- 1 - Joseph Heller, Amerikaans schrijver (overleden 1999)
- 2 - Anton Dreesmann, Nederlands ondernemer (overleden 2000)
- 2 - Patrick Hillery, Iers arts en politicus (onder andere president 1976-1990) (overleden 2008)
- 6 - Bruno Foresti, Italiaans bisschop (overleden 2022)
- 6 - Josep Seguer, Spaans voetballer (overleden 2014)
- 6 - Galyani Vadhana, Thais prinses (overleden 2008)
- 8 - Herman Pijfers, Nederlands uitgever en schrijver (overleden 2012)
- 8 - Maria Zamora, Nederlands zangeres (overleden 1996)
- 9 - Claude Piéplu, Frans acteur (overleden in 2006)
- 11 - Eugenio Calabi, Italiaans-Amerikaans wiskundige (overleden 2023)
- 12 - Mila del Sol, Filipijns actrice (overleden 2020)
- 12 - Julien Van Laethem, Belgisch politicus (overleden in 2013)
- 15 - Richard Avedon, Amerikaans mode- en portretfotograaf (overleden 2004)
- 15 - Cor Braasem, Nederlandse waterpoloër (overleden 2009)
- 18 - Fernand Bonneure, Belgisch schrijver, dichter en uitgever (overleden 2017)
- 18 - Jean De Raedt, Belgisch atleet
- 18 - Mario Sandoval Alarcón, Guatemalteeks politicus en militair (overleden 2003)
- 19 - Fernand Degens, Belgisch atleet
- 20 - Steve Krantz, Amerikaans (televisie)filmproducent en schrijver (overleden 2007)
- 22 - Max Velthuijs, Nederlands schrijver en tekenaar van kinderboeken (onder andere "Kikker is verliefd") (overleden 2005)
- 26 - James Arness, Amerikaans acteur (overleden 2011)
- 26 - Henk Severs, Nederlands muziekpromotor en -producent (overleden 2008)
- 26 - Horst Tappert, Duits acteur (onder andere Derrick) (overleden 2008)
- 27 - Henry Kissinger, Amerikaans diplomaat en minister van Buitenlandse Zaken (overleden 2023)
- 27 - Inge Morath, Oostenrijks fotografe (overleden 2002)
- 27 - Sumner Redstone, Amerikaans mediatycoon (overleden 2020)
- 27 - Nicole Stéphane, Frans actrice (overleden 2007)
- 28 - György Ligeti, Hongaars-Oostenrijks componist (overleden 2006)
- 29 - Eugene Wright (The Senator), Amerikaans jazzbassist (overleden 2020)
- 31 - Jozef Mannaerts, Belgisch voetballer (overleden 2012)
- 31 - Reinier III, Prins van Monaco (overleden 2005)

### juni
- 3 - Phil Nimmons, Canadees jazzklarinettist en -componist (overleden 2024)
- 5 - Daniel Pinkham, Amerikaans componist (overleden 2006)
- 5 - Peggy Stewart, Amerikaans actrice (overleden 2019)
- 6 - Virginia C. Andrews, Amerikaans romanschrijfster (overleden 1986)
- 6 - Jim Rigsby, Amerikaans autocoureur (overleden 1952)
- 10 - Madeleine Lebeau, Frans actrice (overleden 2016)
- 10 - Robert Maxwell, Tsjechisch-Brits mediamagnaat en fraudeur (overleden 1991)
- 13 - Lucien Claes, Belgisch worstelaar (overleden 1994)
- 15 - Erland Josephson, Zweeds acteur (overleden 2012)
- 16 - Johannes Langenberg, Nederlands marineofficier (overleden 2002)
- 18 - Herman Krebbers, Nederlands violist (overleden 2018)
- 19 - Jef Burm, Vlaams acteur (overleden 2011)
- 20 - Marcus Bakker, Nederlands politicus (overleden 2009)
- 20 - Rudi Hemmes, Nederlands Engelandvaarder (overleden 2022)
- 21 - Karla Wenckebach, Nederlands glazenierster en schilderes
- 25 - Stan Clements, Engels voetballer (overleden 2018)
- 25 - Sam Francis, Amerikaans kunstschilder (overleden 1994)
- 25 - Dorothy Gilman, Amerikaans kunstschilder (overleden 2012)
- 26 - Frans Tutuhatunewa, Moluks president in ballingschap van de Republik Maluku Selatan (RMS) (overleden 2016)
- 28 - Adolfo Schwelm-Cruz, Argentijns autocoureur (overleden 2012)
- 30 - Jan Boerman, Nederlands componist (overleden 2020)

### juli
- 2 - Wisława Szymborska, Pools dichteres (overleden 2012)
- 3 - Charles Hernu, Frans politicus (overleden 1990)
- 5 - Felix Langemeijer, Nederlands burgemeester (overleden 1993)
- 6 - Wojciech Jaruzelski, Pools militair en politicus (overleden 2014)
- 8 - Harrison Dillard, Amerikaans atleet (overleden 2019)
- 9 - Joke Folmer, Nederlands verzetsstrijdster (overleden 2022)
- 9 - Octávio, Braziliaans voetballer (overleden 2009)
- 10 - Jeanette Kossmann, Nederlands grafisch ontwerper en letterontwerper (overleden 2016)
- 12 - Klaas van Dorsten, Nederlands verzetsstrijder en ondernemer (overleden 2007)
- 12 - James Gunn, Amerikaans sciencefictionschrijver (overleden 2020)
- 19 - Louis Olivier, Belgisch politicus (overleden 2015)
- 22 - Bob Dole, Amerikaans politicus (overleden 2021)
- 23 - Thea Beckman, Nederlands (kinderboeken)schrijfster (o.a. Kruistocht in Spijkerbroek) (overleden 2004)
- 24 - Willem Glasbergen, Nederlands archeoloog (overleden 1979)
- 24 - Albert Vanhoye, Frans jezuïet en kardinaal (overleden 2021)
- 25 - Estelle Getty, Amerikaans actrice (overleden 2008)
- 25 - Maria Gripe, Zweeds schrijver (overleden 2007)
- 27 - Volie Schermer-De Jong, Nederlandse verzetsstrijdster (overleden 2024)
- 31 - Ton Albers, Nederlands beeldend kunstenaar (overleden 2017)

### augustus
- 2 - Shimon Peres, Israëlisch politicus (overleden 2016)
- 3 - Leon Clum, Amerikaans autocoureur (overleden 1990)
- 5 - Devan Nair, Singaporees politicus (overleden 2005)
- 6 - Marisa Merlini, Italiaans actrice (overleden 2008)
- 8 - Jan Cijs, Nederlands atleet (overleden 2007)
- 9 - Gerrit Kouwenaar, Nederlands schrijver en dichter (overleden 2014)
- 10 - Jean Graton, Frans-Belgisch striptekenaar (Michel Vaillant) (overleden 2021)
- 10 - Rhonda Fleming, Amerikaans actrice (overleden 2020)
- 11 - Hein Aalders, Nederlands burgemeester (overleden 2020)
- 13 - Arnljot Eggen, Noors dichter (overleden 2009)
- 15 - Gé van Dijk, Nederlands voetballer (overleden 2005)
- 15 - Rose Marie, Amerikaans actrice (overleden 2017)
- 17 - Anton Kersjes, Nederlands dirigent (overleden 2004)
- 18 - André Roosenburg, Nederlands voetballer (overleden 2002)
- 20 - Jim Reeves, Amerikaans countryzanger (overleden 1964)
- 23 - Ted Codd, Brits informaticus (overleden 2003)
- 23 - Norbert De Meerschman, Belgisch politicus (overleden 2013)
- 27 - Yitzhak Ahronovitch, Pools kapitein van het schip SS Exodus (overleden 2009)
- 28 - Tonny Nüsser, Nederlands jazzdrummer (overleden 2016)
- 29 - Richard Attenborough, Brits regisseur (overleden 2014)
- 30 - Neal Carter, Amerikaans autocoureur (overleden 2019)
- 30 - Vic Seixas, Amerikaans tennisser (overleden 2024)
- 31 - Henk over de Linden, Nederlands burgemeester (overleden 2023)

### september
- 1 - Theo Joekes, Nederlands politicus en schrijver (overleden 1999)
- 1 - Rocky Marciano, Amerikaans bokser (overleden 1969)
- 3 - Mort Walker, Amerikaans striptekenaar (overleden 2018)
- 5 - Theo Blankenauw, Nederlands wielrenner (overleden 2001)
- 6 - William Kraft, Amerikaans componist en dirigent (overleden 2022)
- 7 - Henny van Batenburg-Jansen, Nederlandse verzetsstrijdster (overleden 2023)
- 7 - Peter Lawford, Engels-Amerikaans acteur, lid van de Rat Pack en echtgenoot van Patricia Kennedy (overleden 1984)
- 9 - Daniel Carleton Gajdusek, Amerikaans viroloog en Nobelprijswinnaar (overleden 2008)
- 9 - Jan Heijmans, Nederlands priester en politicus (overleden 1973)
- 9 - Cliff Robertson, Amerikaans acteur (overleden 2011)
- 9 - Marcel Zanini, Turks-Frans jazzklarinettist (overleden 2023)
- 10 - Janny Jalving, Nederlands kunstschilderes (overleden 2022)
- 11 - Betsy Drake, Amerikaans actrice (overleden 2015)
- 13 - Jean Daems, Belgisch atleet (overleden 1984)
- 13 - Reninca (Renée Lauwers), Belgisch dichteres (overleden 2025)
- 14 - Carl-Erik Asplund, Zweeds schaatser (overleden 2024)
- 14 - Peter Molthoff, Nederlands burgemeester en verzetsstrijder (overleden 2025)
- 16 - Appie Baantjer, Nederlands schrijver, geestelijk vader van rechercheur De Cock (overleden 2010)
- 17 - Gisèle Pascal, Frans actrice (overleden 2007)
- 17 - Nantas Salvalaggio, Italiaans schrijver en journalist (overleden 2009)
- 18 - Anne van Bourbon-Parma, Frans prinses (overleden 2016)
- 18 - Jur Mellema, Nederlands politicus (overleden 2017)
- 19 - Subroto, Indonesisch politicus (overleden 2022)
- 19 - Paulo Tovar, Braziliaans voetballer (overleden 2008)
- 23 - Leo Hendrikx, Nederlands Engelandvaarder (overleden 2023)
- 23 - Socorro Ramos, Filipijns onderneemster
- 30 - Robert Everaert, Belgisch atleet overleden 1951)

### oktober
- 1 - Trevor Ford, Welsh voetballer (overleden 2003)
- 2 - Anton Peters, Vlaams acteur, regisseur en theaterproducent (overleden 1989)
- 4 - Charlton Heston, Amerikaans acteur (overleden 2008)
- 5 - Stig Dagerman, Zweeds journalist en schrijver (overleden 1954)
- 5 - Glynis Johns, Brits actrice, pianiste, danseres en zangeres (overleden 2024)
- 6 - Yaşar Kemal, Turks schrijver (overleden 2015)
- 7 - Irma Grese, Duits SS-leidster (overleden 1945)
- 7 - Toon van Welsenes, Nederlands atleet (overleden 1974)
- 10 - Murray Walker, Brits sportcommentator (overleden 2021)
- 13 - Faas Wilkes, Nederlands voetballer (overleden 2006)
- 16 - Bert Kaempfert, Duits componist, arrangeur en orkestleider (overleden 1980)
- 17 - Henryk Roman Gulbinowicz, Pools kardinaal en aartsbisschop (overleden 2020)
- 17 - Barney Kessel, Amerikaans jazzgitarist (overleden 2004)
- 17 - Nel Noordzij, Nederlands schrijfster en dichteres (overleden 2003)
- 21 - Erna de Vries, Duits-joods overlevende van de Holocaust (overleden 2021)
- 22 - Bert Trautmann, Duits voetbaldoelman (overleden 2013)
- 23 - Otfried Preußler, Duits (kinderboeken)schrijver (overleden 2013)
- 23 - Ned Rorem, Amerikaans componist (overleden 2022)
- 25 - Achille Silvestrini, Italiaans kardinaal (overleden 2019)
- 27 - Dennis Herod, Engels voetballer (overleden 2009)
- 27 - Roy Lichtenstein, Amerikaans popartkunstenaar (overleden 1997)
- 29 - Desmond Bagley, Brits journalist en thrillerschrijver (overleden 1983)
- 29 - Gerda van der Kade-Koudijs, Nederlands atlete (overleden 2015)

### november
- 1 - Victoria de los Ángeles, Spaans operazangeres (overleden 2005)
- 4 - Guillermo Rodríguez Lara, Ecuadoraans politicus
- 4 - Harry Valérien, Duits sportjournalist en -presentator (overleden 2012)
- 5 - Rudolf Augstein, Duits journalist (Der Spiegel) (overleden 2002)
- 6 - Cor Aafjes, Nederlands atlete (overleden 2016)
- 8 - Jack Kilby, Amerikaans natuurkundige (overleden 2005)
- 9 - Alice Coachman, Amerikaans atlete (overleden 2014)
- 9 - Hank Mizell, Amerikaans zanger (overleden 1992)
- 11 - William P. Murphy jr., Amerikaans medicus en uitvinder (overleden 2023)
- 12 - Vicco von Bülow, Duits cabaretier, schrijver en cartoonist (overleden 2011)
- 12 - Richard Venture, Amerikaans acteur (overleden 2017)
- 13 - Linda Christian, Mexicaans actrice (overleden 2011)
- 15 - Lento Goffi, Italiaans schrijver, dichter, literaire kritiek en journalist (overleden 2008)
- 15 - Paul van Philips, Surinaams politicus en hoogleraar (overleden 1977)
- 17 - Aristides Pereira, Kaapverdisch politicus (overleden 2011)
- 18 - Alan Shepard, eerste Amerikaan in de ruimte (overleden 1998)
- 20 - Nadine Gordimer, Zuid-Afrikaans schrijfster en winnares Nobelprijs voor de Literatuur (1991) (overleden 2014)
- 21 - Xie Jin, Chinees filmregisseur (overleden 2008)
- 25 - Theo van Dijke, Nederlands burgemeester (overleden 1987)
- 25 - Jaap van Meekren, Nederlands televisiejournalist en -presentator (overleden 1997)
- 26 - Cornelis Alkemade, Nederlands natuurkundige en hoogleraar (overleden 1986)
- 27 - Juvenal Amarijo, Braziliaans voetballer (overleden 2009)
- 28 - Ad Oele, Nederlands politicus en bestuurder (overleden 2017)
- 29 - Chuck Daigh, Amerikaans autocoureur (overleden 2008)
- 29 - Jaap Rus, Nederlands verzetsstrijder in WO II (overleden 2019)

### december
- 1 - Maurice De Bevere (Morris), Belgisch striptekenaar (Lucky Luke) (overleden 2001)
- 1 - Wessel Ilcken, Nederlands jazzmuzikant (overleden 1957)
- 1 - Peter van der Linden, Nederlands acteur (overleden 2019)
- 2 - Maria Callas, Amerikaans sopraan (overleden 1977)
- 2 - Aleksandr Jakovlev, Russisch politicus (bedenker van glasnost en perestrojka) (overleden 2005)
- 4 - Orlando, Braziliaans voetballer (overleden 2004)
- 4 - Philip Slier, Nederlands Joodse dwangarbeider in de Tweede Wereldoorlog (overleden 1943)
- 6 - Joseph Msika, Zimbabwaans politicus (overleden 2009)
- 7 - Wim Klinkenberg, Nederlands onderzoeksjournalist en vakbondsman (overleden 1995)
- 7 - Ted Knight, Amerikaans acteur (overleden 1986)
- 7 - Shinkichi Tajiri, Amerikaans beeldhouwer, kunstschilder, fotograaf en filmmaker (overleden 2009)
- 8 - André Wynen, Belgisch arts en verzetsstrijder (overleden 2007)
- 9 - Ennio De Concini, Italiaans scenarioschrijver en filmregisseur (overleden 2008)
- 9 - Jean Pierre Marie Orchampt, Frans R.K. bisschop (overleden 2021)
- 10 - Lucía Hiriart de Pinochet, Chileens presidentsvrouw (overleden 2021)
- 10 - Jorge Semprún, Spaans schrijver (overleden 2011)
- 11 - Betsy Blair, Amerikaans actrice (overleden 2009)
- 11 - Savka Dabčević-Kučar, Kroatisch politica (overleden 2009)
- 12 - Bob Barker, Amerikaans televisiepresentator (The Price Is Right) (overleden 2023)
- 12 - Ken Kavanagh, Australisch motorcoureur (overleden 2019)
- 12 - John Pulman, Brits snookerspeler (overleden 1998)
- 13 - Philip Anderson, Amerikaans natuurkundige en Nobelprijswinnaar (overleden 2020)
- 13 - Edward Bede Clancy, Australisch aartsbisschop (overleden 2014)
- 13 - Fred van der Spek, Nederlands politicus (overleden 2017)
- 13 - Antoni Tàpies, Catalaans kunstenaar (overleden 2012)
- 14 - Gerard (van het) Reve, Nederlands schrijver en dichter (overleden 2006)
- 15 - Viktor Sjoevalov, Russisch ijshockeyer en voetballer (overleden 2021)
- 16 - Tip Marugg, Antilliaans schrijver en dichter (overleden 2006)
- 16 - Menahem Pressler, Duits-Amerikaans pianist (overleden 2023)
- 17 - Jaroslav Pelikan, Amerikaans theoloog en historicus (overleden 2006)
- 18 - Lotti van der Gaag, Nederlands beeldhouwster en schilderes (overleden 1999)
- 21 - Flory Jagoda, Amerikaanse zangeres en songwriter van Bosnisch-Joodse afkomst (overleden 2021)
- 25 - René Girard, Frans-Amerikaans menswetenschapper (overleden 2015)
- 27 - Hans van Straten, Nederlands journalist, dichter en schrijver (overleden 2004)
- 29 - Lily Ebert, Hongaars schrijfster en Holocaust-overlevende (overleden 2024)
- 31 - Balbir Singh sr., Indiaas hockeyer en hockeycoach (overleden 2020)

### datum onbekend
- Jan W. van der Hoorn, Nederlands marathonschaatser, winnaar negende Elfstedentocht in 1947 (overleden 2017)
- Marc Plettinck, Belgisch beeldend kunstenaar (overleden 2006)

## Overleden
januari
- 3 - Jaroslav Hašek (39), Tsjechisch schrijver
- 11 - Constantijn I van Griekenland (54), koning van Griekenland (1913-1917 / 1920-1922)

februari
- 4 - Giuseppe Prisco (89), Italiaans aartsbisschop en kardinaal
- 6 - Edward Emerson Barnard (65), Amerikaans astronoom
- 10 - Wilhelm Röntgen (77), Duits natuurkundige en winnaar eerste Nobelprijs voor Natuurkunde (1901)
- 24 - Edward Morley (85), Amerikaans natuur- en scheikundige

maart
- 8 - Johannes Diderik van der Waals (85), Nederlands natuurkundige
- 16 - Aleksandr Lodygin (75), Russisch elektrotechnicus en uitvinder
- 24 - August Vandekerkhove (84), Belgisch schrijver, pedagoog, uitvinder en feminist
- 26 - Sarah Bernhardt (78), Nederlands-Frans actrice
- 30 - Jan De Vos (79), Belgisch bestuurder, burgemeester van Antwerpen

april
- 5 - Lord Carnarvon (56), Brits egyptoloog
- 13 - Willem Witsen (62), Nederlands kunstschilder
- 17 - Jan Kotěra (51), Tsjechisch architect

mei
- 23 - Otto Bahr Halvorsen (50), Noors politicus

juni
- 5 - George Hendrik Breitner (65), Nederlands kunstschilder
- 14 - Aleksandar Stambolijski (44), Bulgaars politicus
- 18 - Luis Terrazas (94), Mexicaans politicus, militair en haciendero
- 20 - Jean Baptiste Nobels (66), Belgisch politicus

juli
- 5 - Théophile Seyrig (80), Belgisch ingenieur
- 13 - Otto Blehr (76), Noors politicus
- 16 - Louis Couperus (60), Nederlands schrijver

augustus
- 2 - Warren Harding (57), 29e president van de Verenigde Staten
- 10 - Raphael Pumpelly (85), Amerikaans geoloog en ontdekkingsreiziger
- 19 - Vilfredo Pareto (75), Italiaans econoom
- 23 - Hertha Ayrton (69), Brits natuurkundige, wiskundige en elektrotechnisch onderzoekster

september
- 7 - Nikolai von Glehn (82), Duits-Baltisch grootgrondbezitter en architect
- 12 - Jules Violle (81), Frans natuurkundige

oktober
- 3 - Charles Proteus Steinmetz (58), Duits-Amerikaans wiskundige en elektrotechnicus
- 14 - Marcellus Emants (75), Nederlands schrijver

november
- 4 - Ernst Ziller (86), Duits-Griekse architect
- 24 - Michel de Klerk (39), Nederlands architect

december
- 1 - Virginie Loveling (87), Vlaams schrijfster
- 4 - Ary Patusca (31), Braziliaans voetballer
- 27 - Gustave Eiffel (91), Frans architect
- 31 - Olaus Andreas Grøndahl (76), Noors componist, muziekpedagoog en dirigent

## Weerextremen in België
- winter: Winter met laagste zonneschijnduur: 83 uur (normaal 168 uur).
- 17 mei: Sneeuw in de streek rond Stavelot.
- 27 juni: Minimumtemperatuur −0,4 °C in Belgisch Lotharingen.
- juni: Juni met laagste gemiddelde dampdruk: 10,9 hPa (normaal 13,5 hPa).
- juni: Juni met laagste gemiddelde maximum temperatuur: 15,6 °C (normaal 20,2 °C).
- juni: Juni met laagste gemiddelde temperatuur: 11,6 °C (normaal 15,5 °C).
- 13 juli: Maximumtemperaturen: 33,9 °C in Stavelot, 34,9 °C in Oostende, 38,7 °C in Leopoldsburg.

Bron: KMI Gegevens Ukkel 1901-2003  met aanvullingen 